# Cnesinus
Genre
Cnesinus est un genre de coléoptères de la famille des Curculionidae, de la sous-famille des Scolytinae et de la tribu des Bothrosternini.

## Liste des espèces
- Cnesinus acuminatus
- Cnesinus adusticus
- Cnesinus adustus
- Cnesinus advena
- Cnesinus alienus
- Cnesinus ampliatus
- Cnesinus amplipennis
- Cnesinus annectens
- Cnesinus atavus
- Cnesinus ater
- Cnesinus atrocis
- Cnesinus atrodeclivis
- Cnesinus beaveri
- Cnesinus bicinctus
- Cnesinus bicolor
- Cnesinus bicornus
- Cnesinus bicostatus
- Cnesinus bispinatus
- Cnesinus bisulcatus
- Cnesinus bituberculatus
- Cnesinus blackmani
- Cnesinus brighti
- Cnesinus carbonarius
- Cnesinus carinatus
- Cnesinus coffeae
- Cnesinus cognatus
- Cnesinus colombianus
- Cnesinus coracinus
- Cnesinus cornutus
- Cnesinus costulatus
- Cnesinus cubensis
- Cnesinus degener
- Cnesinus denotatus
- Cnesinus deperditus
- Cnesinus discretus
- Cnesinus dividuus
- Cnesinus dryographus
- Cnesinus electinus
- Cnesinus electus
- Cnesinus elegans
- Cnesinus elegantis
- Cnesinus equihuai
- Cnesinus flavopilosus
- Cnesinus foratus
- Cnesinus foveatus
- Cnesinus frontalis
- Cnesinus fulgens
- Cnesinus fulgidus
- Cnesinus garrulus
- Cnesinus gibbosus
- Cnesinus gibbulus
- Cnesinus gracilis
- Cnesinus grandis
- Cnesinus guadeloupensis
- Cnesinus hispidus
- Cnesinus insularis
- Cnesinus intermedius
- Cnesinus laetus
- Cnesinus laevicollis
- Cnesinus lecontei
- Cnesinus longicollis
- Cnesinus lucaris
- Cnesinus marginicollis
- Cnesinus meris
- Cnesinus mexicanus
- Cnesinus minax
- Cnesinus minitropis
- Cnesinus minor
- Cnesinus minusculus
- Cnesinus myelitis
- Cnesinus nebulosus
- Cnesinus niger
- Cnesinus nitidus
- Cnesinus noguerae
- Cnesinus novateutonicus
- Cnesinus ocularis
- Cnesinus paleatus
- Cnesinus panamensis
- Cnesinus paraguayensis
- Cnesinus parvicornis
- Cnesinus perplexus
- Cnesinus pilatus
- Cnesinus pilosus
- Cnesinus plaumanni
- Cnesinus porcatus
- Cnesinus prominulus
- Cnesinus pullus
- Cnesinus pumilus
- Cnesinus punctatus
- Cnesinus pusillus
- Cnesinus quaesitus
- Cnesinus reticulatus
- Cnesinus reticulus
- Cnesinus retifer
- Cnesinus robai
- Cnesinus schoenherri
- Cnesinus setosus
- Cnesinus setulosus
- Cnesinus similis
- Cnesinus squamosus
- Cnesinus strigicollis
- Cnesinus substrigatus
- Cnesinus sulcatus
- Cnesinus teres
- Cnesinus teretis
- Cnesinus theocallus
- Cnesinus transitus
- Cnesinus triangularis
- Cnesinus vestitus
- Cnesinus vexator
- Cnesinus zapotecus